# Ruševac
Ruševac är en ort i Kroatien.   Den ligger i länet Koprivnica-Križevcis län, i den nordöstra delen av landet, 60 km öster om huvudstaden Zagreb. Ruševac ligger 151 meter över havet och antalet invånare är 180.
Terrängen runt Ruševac är platt, och sluttar söderut. Runt Ruševac är det ganska tätbefolkat, med 139 invånare per kvadratkilometer. Närmaste större samhälle är Bjelovar, 19,3 km sydost om Ruševac. Omgivningarna runt Ruševac är en mosaik av jordbruksmark och naturlig växtlighet.